# Perigos dos desportos de natureza
Qualquer atividade de desportos de natureza (caminhada, escalada, canoagem, ciclismo, esqui ou outra ao ar livre) comporta riscos para os intervenientes, mesmo quando estes não se expõem deliberadamente a um perigo explícito. Muitas vezes um simples acidente pode criar uma situação perigosa que exige capacidades ou técnicas de sobrevivência; no entanto, e com as devidas precauções, as atividades ao ar livre podem ser agradáveis e seguras.

## Medidas gerais de segurança
Cada risco tem a sua própria medida de segurança e cada acidente um recurso particular. Uma medida de precaução geral para qualquer atividade ao ar livre conduz aos dez elementos básicos de sobrevivência, uma seleção de ferramentas escolhidas pela sua utilidade na prevenção ou reação a diferentes situações de emergência.
O costume de viajar em grupo aumenta a segurança em todos os aspetos. Se uma pessoa se lesiona, os membros do grupo poderão administrar os primeiros socorros ou solicitar ajuda externa. Um grupo pode evitar más decisões que um viajante solitário possa tomar. Se se produzir uma situação de emergência, um grupo pode pôr em comum a sua força, poder de decisão e calor corporal e humano.
Outra precaução que deverá ser tida em conta, é a de informar outras pessoas acerca do itinerário e o tempo de retorno esperado (o tempo de caminhada esperado pode ser estimado usando a regra de Naismith). Um dispositivo de comunicação tal como um telemóvel ou telefone por satélite pode ajudar numa ocorrência de emergência. Porém, com a exceção de cumes de montanhas que se encontrem em linha de visão de zonas povoadas, a cobertura celular em áreas afastadas é frequentemente de pouca qualidade ou mesmo inexistente.